# Surabaya International 2006
Die Surabaya International 2006 im Badminton fanden vom 5. bis zum 9. September 2006 in Surabaya in Indonesien statt.

## Sieger und Platzierte
| Disziplin    | Gold                          | Silber                                 | Bronze                               |
| ------------ | ----------------------------- | -------------------------------------- | ------------------------------------ |
| Herreneinzel | Jeffer Rosobin                | Alamsyah Yunus                         | Kenichi Tago                         |
| Herreneinzel | Jeffer Rosobin                | Alamsyah Yunus                         | Andreas Adityawarman                 |
| Dameneinzel  | Maria Kristin Yulianti        | Julia Wong Pei Xian                    | Fu Mingtian                          |
| Dameneinzel  | Maria Kristin Yulianti        | Julia Wong Pei Xian                    | Sylvinna Kurniawan                   |
| Herrendoppel | Ade Lukas Rian Sukmawan       | Enroe Rohanda Agung                    | Chan Peng Soon Chang Hun Pin         |
| Herrendoppel | Ade Lukas Rian Sukmawan       | Enroe Rohanda Agung                    | Rony Agustinus Bambang Suprianto     |
| Damendoppel  | Meiliana Jauhari Purwati      | Nitya Krishinda Maheswari Nadya Melati | Vanessa Neo Yu Yan Shinta Mulia Sari |
| Damendoppel  | Meiliana Jauhari Purwati      | Nitya Krishinda Maheswari Nadya Melati | Reika Kakiiwa Mizuki Fujii           |
| Mixed        | Tri Kusharyanto Minarti Timur | Bambang Suprianto Eny Widiowati        | Tontowi Ahmad Yulianti CJ            |
| Mixed        | Tri Kusharyanto Minarti Timur | Bambang Suprianto Eny Widiowati        | Ade Lukas Purwati                    |